# Sarah Jane Smith
Sarah Jane Smith este un personaj fictiv jucat de Elisabeth Sladen. Ea este o jurnalistă sub acoperire care invenstighează apariția extratereștilor pe Pământ. Și-a pierdut părinții ntr-un accident de mașină. A călatorit in spatiu cu un anume Doctor care făcea cercetări despre existența unor alte forme de viață, neîntâlnite de om.

## Lista aparițiilor

### Televiziune

#### Doctor Who
Sezonul 11 (1973-74)
- The Time Warrior
- Invasion of the Dinosaurs
- Death to the Daleks
- The Monster of Peladon
- Planet of the Spiders

Sezonul 12 (1974-75)
- Robot
- The Ark in Space
- The Sontaran Experiment
- Genesis of the Daleks
- Revenge of the Cybermen

Sezonu 13 (1975-76)
- Terror of the Zygons
- Planet of Evil
- Pyramids of Mars
- The Android Invasion
- The Brain of Morbius
- The Seeds of Doom

Sezonul 14 (1976)
- The Masque of Mandragora
- The Hand of Fear

A douazecea aniversare speciala (1983)
- The Five Doctors

Children in Need special (1993)
- Dimensions in Time

Seria 2 (2006)
- "School Reunion"

Seria 4 (2008)
- "The Stolen Earth" / "Journey's End"

Special (2010)
- The End of Time

#### K-9 si Compania (1981)
- "A Girl's Best Friend"

#### Aventurile lui Sarah Jane
New Year's Day special (2007)
- "Invasion of the Bane"

Seria 1 (2007)
- Revenge of the Slitheen
- Eye of the Gorgon
- Warriors of Kudlak
- Whatever Happened to Sarah Jane?
- The Lost Boy

Seria 2 (2008)
- The Last Sontaran
- The Day of the Clown
- Secrets of the Stars
- The Mark of the Berserker
- The Temptation of Sarah Jane Smith
- Enemy of the Bane

Special (2009)
- "From Raxacoricofallapatorius with Love"

Seria 3 (2009)
- Prisoner of the Judoon
- The Mad Woman in the Attic
- The Wedding of Sarah Jane Smith
- The Eternity Trap
- Mona Lisa's Revenge
- The Gift